# Finländska Mästerskapsserien i fotboll 1947/1948
Finländska Mästerskapsserien i fotboll 1947/1948 bestod av 16 lag, och IFK Vasa vann mästerskapet.

## Slutställning
- IFK Vasa 14 8 4 2 38 - 22 20
- IFK Helsingfors 14 8 1 5 38 - 29 17
- HPS Helsingfors 14 7 3 4 31 - 23 17
- TPS Turku 14 6 3 5 19 - 23 15
- HJK Helsingfors 14 6 2 6 33 - 27 14
- VPS Vasa 14 5 2 7 31 - 26 12

- KuPS Kuopio 14 4 3 7 32 - 32 11
- Jäntevä Kotka 14 2 2 10 12 - 52 6